# ساختار لیگ فوتبال ژاپن
ساختار لیگ‌های فوتبال ژاپن به شکل هرمی شبیه به نظام‌های لیگ فوتبال در بسیاری از کشورهای دیگر در سراسر جهان سازماندهی می‌شود. لیگ‌ها به اصل صعود و سقوط ملزم هستند. با این حال، معیارهای سختگیرانه ای برای ارتقاء از لیگ فوتبال ژاپن به جی‌لیگ ۳ وجود دارد، که مستلزم است که باشگاه از پشتیبانی خوبی اعم از جمله دولت محلی، طرفداران و حامیان مالی و … حمایت شود تا باشگاه حرفه ای شود.

## دربارهٔ ساختار
سه سطح برتر نظام لیگ فوتبال ژاپن توسط جی‌لیگ اداره می‌شود که از جی‌لیگ (جی۱)، جی‌لیگ ۲ و جی‌لیگ ۳ تشکیل شده‌است. تمام باشگاه‌های جی‌لیگ کاملاً حرفه ای هستند.
سطح چهارم، لیگ فوتبال ژاپن (JFL) یک لیگ نیمه حرفه ای است که از باشگاه‌های آماتور، حرفه ای و شرکتی از سراسر ژاپن تشکیل شده‌است.
در سطوح پنجم و ششم فوتبال ژاپن، ۹ لیگ منطقه ای که توسط ۹ انجمن مختلف فوتبال منطقه ای اداره می‌شود که برخی از آنها دارای بخش‌های متعدد هستند. انجمن‌های منطقه ای بر اساس مرزهای سیاسی یا جغرافیایی تقسیم می‌شوند.
در سطح هفتم و پایین‌تر، لیگ‌های استانی که توسط هر یک از ۴۶ انجمن مختلف فوتبال استانی اداره می‌شوند که باز هم بر اساس مرزهای سیاسی یا جغرافیایی تقسیم می‌شوند. برخی دارای تقسیمات متعدد هستند.

## ساختار کنونی
| سطح   | لیگ‌ها و بخش‌ها |
| ----- | --- |
| ۱     | جی‌لیگ (J1) ۱۸ باشگاه - ۲ سهمیه سقوط |
| ۲     | جی‌لیگ ۲ (J2) ۲۲ باشگاه - ۲ سهمیه صعود - ۲ سهمیه سقوط |
| ۳     | جی‌لیگ ۳ (J3) ۱۸ باشگاه - ۲ سهمیه صعود - بدون سهمیه سقوط (سهمیه سقوط از سال ۲۰۲۳ آغاز می‌شود) |
| ۴     | لیگ فوتبال ژاپن (JFL) ۱۶ باشگاه - از ۰ تا ۳ سهمیه صعود - از ۰ تا ۳ سهمیه سقوط |
| ۵ و ۶ | لیگ های منطقه ای ژاپن ۱۴۰ باشگاه (فصل ۲۰۲۲) - از ۰ تا ۳ سهمیه صعود - ۱ سهمیه سقوط + ۱ سهمیه حذفی از هر کدام لیگ منطقه هوکایدو (۸ باشگاه‌ها) توهوکو اول (۱۲ باشگاه‌ها) توهوکو دوم شمالی (۸ باشگاه‌ها) توهوکو دوم جنوبی (۱۱ باشگاه‌ها) کانتو ۱ (۱۰ باشگاه‌ها) کانتو ۲(۱۰ باشگاه‌ها) توکای ۱ (۹ باشگاه‌ها) توکای ۲ (۹ باشگاه‌ها) هوکوشینتسو ۱ (۸ باشگاه‌ها) هوکوشینتسو ۲ (۸ باشگاه‌ها) کانسای ۱ (۸ باشگاه‌ها) کانسای ۲ (۱۰ باشگاه‌ها) چوگوکو (۱۰ باشگاه‌ها) شیکوکو (۸ باشگاه‌ها) کیوشو (۱۱ باشگاه‌ها) |

## ساختار

### سطح اول، دوم و سوم: جی‌لیگ
جی‌لیگ سه سطح برتر فوتبال ژاپن است که در مجموع از ۵۵ باشگاه تشکیل شده‌است که همه آنها کاملاً حرفه ای هستند و به سه بخش جی‌لیگ (J1)، جی‌لیگ ۲ (J2) و جی‌لیگ ۳ (J3) تقسیم می‌شوند. ۱۸ باشگاه سطح برتر را تشکیل می‌دهند و به می‌توانند مسابقات برتر فوتبال آسیا(لیگ قهرمانان آسیا)دسترسی پیدا کنند. سطح دوم هم‌اکنون دارای ۲۲ باشگاه است، پس از اینکه ۲ باشگاه جدید در سال ۲۰۱۲ به نظام صعود کردند.
تمام باشگاه‌های جی‌لیگ مستقیماً وارد جام امپراتور می‌شوند و در دور اول مسابقه‌ای نمی‌دهند، اما فقط باشگاه‌های سطح اول (۱۸ تیم) واجد شرایط جام جی‌لیگ هستند. در گذشته تیم‌های سطح اول از دور چهارم و تیم‌های سطح دوم از دور سوم شروع می‌کردند. امروزه با توجه به گسترش بخش‌ها همه آنها از دور دوم شروع می‌شوند که منجر به حذف برخی از تیم‌های حرفه ای توسط تیم‌های منطقه ای در مراحل اولیه می‌شود.

#### سطح اول: لیگ جی۱ (۱۸ باشگاه)
صلاحیت آسیایی
در حال حاضر، از طریق مسابقات لیگ، تیم‌های قهرمان، نایب قهرمان و مقام سوم جی‌لیگ ۱ جواز حضور در لیگ قهرمانان آسیا را کسب می‌کنند. روش دیگر برای احراز صلاحیت جام امپراتور است. با این حال، این امکان به باشگاه‌های زیر سطح اول نیز می‌دهد (در صورت داشتن مجوز باشگاه جی۱ و ای. اف. سی) که به رقابت‌های آسیایی راه پیدا کند. اگر یکی از سه نفر برتر جی‌لیگ ۱ جام امپراتور را نیز به دست آورد، باشگاهی که در رده چهارم قرار دارد، سهمیه نهایی را دریافت می‌کند.
سقوط (به جی۲)
تا فصل ۲۰۱۷، سه باشگاه انتهایی (شانزدهم، هفدهم و هجدهم) به‌طور خودکار به جی‌لیگ ۲. سقوط می‌کردند. اما در حال حاضر، مقام‌های هفدهم و هجدهم به‌طور خودکار تنزل پیدا می‌کنند و مقام شانزدهم در صورت باخت به تیم سوم جی‌لیگ ۲ در پلی‌آف، رتبه شانزدهم سقوط می‌کند.

#### سطح دوم: جی‌لیگ ۲ (۲۲ باشگاه)
صعود (به جی۱)
در جی‌لیگ ۲ سه سهمیه صعود برای باشگاه‌ها وجود دارد. قهرمانان و نایب قهرمانان به‌طور خودکار ارتقاء می‌یابند و باشگاه‌هایی که رتبه‌های سوم تا ششم را به پایان می‌برند در پلی آف برای جایگاه باقیمانده صعود شرکت می‌کنند تا با تیم شانزدهم جی‌لیگ ۱ رقابت بدهند. برای صعود، یک باشگاه موظف است تمام معیارهای لازم برای عضویت در سطح اول را رعایت کند، اگرچه هیچ باشگاهی در گذشته به دلیل عدم رعایت شرایط از صعود محروم نشده‌است.
سقوط (به جی‌۳)
حداکثر دو باشگاه برتر J3 ممکن است به J2 ارتقا یابند اگر عضو J. League باشند. متعاقباً، حداکثر دو باشگاه از J2 پایین‌تر ممکن است به J3 سقوط کنند.

#### سطح سوم: جی‌لیگ ۳ (۱۸ باشگاه)
صعود (به جی۲)
قوانین صعود به J2 تا حد زیادی شبیه به قوانین لیگ فوتبال ژاپن در فصول اخیر خواهد بود: برای ارتقاء، یک باشگاه باید مجوز جی‌لیگ ۲ را داشته باشد و در ۲ رتبه برتر لیگ قرار گیرد. تیم جی‌لیگ (زیر ۲۳ سال)  بدون در نظر گرفتن موقعیت نهایی خود واجد شرایط صعود نبود. تا فصل ۲۰۱۶، قهرمانان مستقیماً در عوض به باشگاه جی‌لیگ ۲ رتبه ۲۲ صعود می‌کردند. و نایب قهرمان با ۲۱ام باشگاه جی‌لیگ ۲ در پلی آف شرکت می‌کرد. در حال حاضر قهرمانان و نایب قهرمانان به صورت خودکار ارتقا پیدا می‌کنند. اگر یکی یا هر دو باشگاه برتر واجد شرایط صعود نباشند، پلی آف و/یا تبادل مستقیم مطابق با موقعیت دقیق باشگاه‌های واجد شرایط صعود برگزار نخواهد شد.
از سال ۲۰۲۱ هیچ سیستم سقوطی از جی‌لیگ ۳ به جز خروج از لیگ جی به دلیل عدم صدور مجوز وجود ندارد. در نوامبر همان سال، مورای رئیس جی‌لیگ اعلام کرد که صعود و سقوط به لیگ فوتبال ژاپن (JFL) پس از فصل ۲۰۲۳ برنامه‌ریزی شده‌است.

#### سطح چهارم: لیگ فوتبال ژاپن (۱۶ باشگاه)
لیگ فوتبال ژاپن (JFL) چهارمین سطح در هرم فوتبال ژاپن است و به عنوان بالاترین سطح برای فوتبال باشگاهی آماتور شناخته می‌شود. قبل از سال ۲۰۱۰، JFL توسط اتحادیه فوتبال ژاپن (JFA) اداره می‌شد. از سال ۲۰۱۰، JFL با وضعیت و هیئت حاکمه خود از فدراسیون فوتبال ژاپن مستقل شد و عمدتاً از باشگاه‌های فوتبال آماتور و تیم‌های شرکتی تشکیل شده‌است، اگرچه برخی از باشگاه‌های کاملاً حرفه‌ای (J. اعضای وابسته لیگ) نیز وجود دارند. با توجه به حضور این باشگاه‌های حرفه ای، لیگ عملاً وضعیت نیمه حرفه ای دارد.
باشگاه‌های این سطح و پایین‌تر به صورت غیر مستقیم وارد جام امپراتورمی شوند. اکثر باشگاه‌ها از طریق مسابقات جام که در استان‌های جداگانه رقابت می‌کنند، واجد شرایط می‌شوند. باشگاه برتر JFL در نیمه فصل ممکن است مستقیماً واجد شرایط شود. با این حال، اگر آنها نیز جام استان مربوطه خود را برده باشند، نایب قهرمانان جام استان جای خود را در دور غیر مستقیم خواهند گرفت.
ارتقاء (به J3)
باشگاه‌های JFL باید معیارهای زیر را برای صعود به لیگ حرفه‌ای رعایت کنند.
- عضو J. League Associate باشند
- در JFL در بین چهار تیم برتر و در بین باشگاه‌های واجد شرایط صعوو در رتبه دوم قرار بگیرید
- میانگین حضور بیش از ۲۰۰۰ نفر با تلاش قابل توجه برای رسیدن به ۳۰۰۰ نفر.
- بازرسی نهایی توسط کمیته حرفه ای جی‌لیگ

سقوط (به لیگ‌های منطقه ای)
تعداد باشگاه‌های سقوط کرده از ۰ تا ۳ بسته به تعداد باشگاه‌های ارتقا یافته به لیگ جی‌لیگ ۳ و تعداد باشگاه‌های منحل شده متفاوت است. بسته به تعداد، تیم‌هایی که در پایان فصل در رتبه‌های پانزدهم و شانزدهم قرار دارند، به‌طور خودکار به لیگ‌های منطقه ای مربوطه سقوط می‌کنند. تیمی که در رتبه چهاردهم قرار دارد، ممکن است مجبور شود برای ماندن در لیگ و فرار از سقوط، در یک رقابت پلی آف صعود/ سقوط به رقابت بپردازد. باشگاه‌ها به لیگ منطقه ای تعیین شده خود سقوط خواهند کرد.

## تاریخچه رده‌های ملی نظام لیگ ژاپن
| لیگ‌های حرفه ای (جی‌لیگ)     |
| لیگ‌های آماتور/نیمه حرفه ای |

| فصل        | سطح ۱           | سطح ۲                 | سطح ۳                 | سطح ۴           |
| ---------- | --------------- | --------------------- | --------------------- | --------------- |
| ۱۹۶۵-۱۹۷۱  | لیگ فوتبال ژاپن |                       |                       |                 |
| ۱۹۷۲-۱۹۹۱  | بخش ۱ JSL       | بخش ۲ JSL             |                       |                 |
| ۱۹۹۲-۱۹۹۳  | جی لیگ          | بخش ۱ لیگ فوتبال ژاپن | بخش ۲ لیگ فوتبال ژاپن |                 |
| ۱۹۹۴-۱۹۹۸  | جی لیگ          | لیگ فوتبال ژاپن       |                       |                 |
| ۱۹۹۹-۲۰۱۳  | جی‌لیگ ۱         | جی‌لیگ ۲               | لیگ فوتبال ژاپن       |                 |
| ۲۰۱۴-اکنون | جی‌لیگ ۱         | جی‌لیگ ۲               | جی‌لیگ ۳               | لیگ فوتبال ژاپن |